# Aconitato (substrato)
Aconitato é um substrato que sofre atuação da enzima aconitase durante o ciclo de Krebs.